# Ruderatshofen
Ruderatshofen – miejscowość i gmina w południowych Niemczech, w kraju związkowym Bawaria, w rejencji Szwabia, w regionie Allgäu, w powiecie Ostallgäu, wchodzi w skład wspólnoty administracyjnej Biessenhofen. Leży w Allgäu, około 5 km na północny zachód od Marktoberdorfu, przy linii kolejowej Lindau (Bodensee)-Buchloe.

## Demografia
| Rok  | Liczba mieszk. |
| ---- | -------------- |
| 1970 | 1 504          |
| 1987 | 1 425          |
| 2005 | 1 792          |

## Polityka
Wójtem gminy jest Johann Stich, rada gminy składa się z 12 osób.
|      | FWV | AWG Apfeltrang | WG Immenhofen | Razem |
| 2008 | 6   | 3              | 3             | 12    |
| 2002 | 5   | 4              | 3             | 12    |